# Pékin Express : Retour sur la route mythique
Pékin Express : Retour sur la route mythique est la 13e édition de Pékin Express, émission de télévision franco-belgo-luxembourgeoise de téléréalité, diffusée chaque semaine sur M6 du mardi 25 février 2020 au mardi 7 avril 2020, et la 4e édition spéciale. Elle est présentée par Stéphane Rotenberg, désigné comme directeur de course. Ce sont Julie et Denis, le couple corse, qui l'emportent. Il empochent la somme de 100 000 €,.
Elle marque le retour d'anciens candidats qui parcourent sensiblement le même itinéraire que la première saison, diffusée en 2006.

## Production et organisation
L'émission est présentée par Stéphane Rotenberg, qui a le rôle de directeur de course, et est produite par Studio 89 Productions.
Elle marque le retour d'anciens candidats qui parcourent sensiblement le même itinéraire que la première saison, diffusée en 2006. Les équipes traversent pour cette saison la Russie et la Chine, sans passer par la Mongolie.
L'émission est suivie en deuxième partie de soirée par Pékin Express : Itinéraire Bis. Cette année, les protagonistes sont Laëtitia et Aurélie, gagnantes de la saison 12.
Enfin, comme pour chaque saison un binôme de secours est prévu en cas d'abandon, ou d'accident de la part d'une équipe lors de la 1re étape. Cette année, il s'agissait de Karim et Leïla, demi-finaliste de saison 7.
Le tournage s'est déroulé en deux parties de 10 jours chacune. En cause : « un problème d'autorisation en Mongolie ». Les candidats ont été rapatriés en France. Cette saison est donc plus courte, puisque chaque étape ne dure que deux jours, avec une seule nuit chez l'habitant. Il a débuté sur la place Rouge à Moscou en Russie, et s'est terminé au Olympic Green à Pékin, en Chine,.

## Principe
Comme pour chaque saison de Pékin Express, chaque équipe gère un budget équivalent à un euro par jour et par personne. Cette année les équipes reçoivent :
- Russie → 70RUB
- Chine → 7,60 CNY

Cet argent est alloué à l'achat de nourriture et doit être utilisé uniquement pendant les heures de courses. Pour leur progression, les équipes doivent pratiquer l'auto-stop, et se faire offrir le gîte et le couvert la nuit tombée. Chaque équipe se voit attribuer une balise leur permettant d'être notifiés du début et de la fin de la course. Cette balise doit être remise au directeur de course, action marquant alors la fin de l'aventure.

### Règles habituelles
Pour cette saison, les règles habituelles sont présentes, à savoir : l'épreuve d'immunité, qui permet à une équipe d'être immunisée le reste de l'étape. Le duel final, qui permet au binôme arrivé dernier d'avoir une seconde chance en affrontant un autre binôme lors d'un dernier sprint. Le panneau voiture interdite, qui oblige les candidats à changer de moyen de locomotion dès qu'ils le croisent. Le drapeau noir, qui envoie directement au duel final le binôme l'ayant en sa possession à la fin de l'étape. Le drapeau rouge, qui permet au binôme l'ayant en sa possession de stopper des concurrents dans leur course pendant 15 min. Enfin le quizz express, qui est l'occasion pour les candidats de répondre correctement à des questions de culture générale sur le pays traversé, posées par Stéphane Rotenberg à travers la radio, pour éviter de devoir descendre de voiture.

### Nouveautés
Pour cette saison, chaque étape est éliminatoire. La règle de l'enveloppe noire, qui donnait une chance supplémentaire au perdant du duel final (certaines étapes étant non éliminatoires) n'est ainsi pas présente,.
Cette saison anniversaire (célébrant les 15 ans de l'émission) accueille d'anciens candidats ayant déjà participé au programme. Ils reprennent la même route que les candidats de la première saison.

## Progression des équipes
|                      | Présentation des équipes                                                          | Etapes               | Etapes                                      | Etapes                                      | Etapes                                      | Etapes                                      | Etapes                                      | Etapes                                      | Etapes                                      | Etapes | Etapes |
| 1                    | Présentation des équipes                                                          | 2                    | 3                                           | 4                                           | 5                                           | 5                                           | 5                                           | 6                                           | 6                                           | 6      |        |
| -------------------- | --------------------------------------------------------------------------------- | -------------------- | ------------------------------------------- | ------------------------------------------- | ------------------------------------------- | ------------------------------------------- | ------------------------------------------- | ------------------------------------------- | ------------------------------------------- | ------ | ------ |
| Drapeau de la Russie | Drapeau de la Russie                                                              | Drapeau de la Russie | Drapeau de la République populaire de Chine | Drapeau de la République populaire de Chine | Drapeau de la République populaire de Chine | Drapeau de la République populaire de Chine | Drapeau de la République populaire de Chine | Drapeau de la République populaire de Chine | Drapeau de la République populaire de Chine |        |        |
| 1°                   | Julie et Denis Les amoureux Corses 37 ans - 35 ans Saison 9                       | 5e                   | 6e                                          | 3e                                          | 1er                                         | 1er                                         | 1er                                         | 1er                                         | 1er                                         | 1er    | 1er    |
| 1°                   | Julie et Denis Les amoureux Corses 37 ans - 35 ans Saison 9                       |                      |                                             |                                             |                                             | -                                           | -                                           |                                             | +70 000€                                    | +0€    | +0€    |
| 2°                   | Pauline et Aurélie Les soeurs Lilloises 34 ans - 40 ans Saison 3                  | 7e                   | 3e                                          | 2e                                          | 4e                                          | 2e                                          | 2e                                          | 2e                                          | 2e                                          | 2e     | 2e     |
| 2°                   | Pauline et Aurélie Les soeurs Lilloises 34 ans - 40 ans Saison 3                  |                      |                                             |                                             |                                             |                                             | NE                                          |                                             | -70 000€                                    | -0€    | -0€    |
| 3°                   | Thomas et Mathieu Les frères bûcherons 37 ans - 33 ans Saison 12                  | 2e                   | 5e                                          | 5e                                          | 3e                                          | 3e                                          | 3e                                          | 3e                                          |                                             |        |        |
| 3°                   | Thomas et Mathieu Les frères bûcherons 37 ans - 33 ans Saison 12                  |                      |                                             |                                             |                                             | NE                                          |                                             | E                                           |                                             |        |        |
| 4°                   | Maxime et Alizée Les jeunes mariés 28 ans - 27 ans Saison 11                      | 3e                   | 1er                                         | 1er                                         | 2e                                          |                                             |                                             |                                             |                                             |        |        |
| 4°                   | Maxime et Alizée Les jeunes mariés 28 ans - 27 ans Saison 11                      |                      | E                                           |                                             |                                             |                                             |                                             |                                             |                                             |        |        |
| 5°                   | Fabrice et Ingrid Le binôme d'inconnus 51 ans - 36 ans Saison 12 / Saison 7       | 1er                  | 2e                                          | 4e                                          |                                             |                                             |                                             |                                             |                                             |        |        |
| 5°                   | Fabrice et Ingrid Le binôme d'inconnus 51 ans - 36 ans Saison 12 / Saison 7       | E                    |                                             |                                             |                                             |                                             |                                             |                                             |                                             |        |        |
| 6°                   | Cécilia et Mathieu Les ex-fiancés 42 ans - 35 ans Saison 5                        | 4e                   | 4e                                          |                                             |                                             |                                             |                                             |                                             |                                             |        |        |
| 6°                   | Cécilia et Mathieu Les ex-fiancés 42 ans - 35 ans Saison 5                        | E                    |                                             |                                             |                                             |                                             |                                             |                                             |                                             |        |        |
| 7°                   | Maurice et Thierry Le père de 82 ans et son fils Niçois 82 ans - 56 ans Saison 11 | 6e                   |                                             |                                             |                                             |                                             |                                             |                                             |                                             |        |        |
| 7°                   | Maurice et Thierry Le père de 82 ans et son fils Niçois 82 ans - 56 ans Saison 11 | E                    |                                             |                                             |                                             |                                             |                                             |                                             |                                             |        |        |

Légende
- Un résultat en vert indique que l'équipe est immunisée.
- Un résultat en rouge indique que l'équipe est arrivée dernière.
- Ce logo  indique que l'équipe a eu le drapeau rouge.
- Ce logo  indique que l'équipe avait le drapeau noir à l'arrivée.
- Ce logo  indique que l'équipe a remportée une amulette de 10.000€. En version miniature , que l'équipe s'est vu remettre une amulette de 10 000 € à la suite du départ d'une équipe.
- Ce logo  indique que l'équipe a remportée une amulette d'or de 20 000 €. En version miniature , que l'équipe s'est vu remettre une amulette de 20 000 € à la suite du départ d'une équipe.
- Ce logo  indique que l'équipe a participé au duel final.
- Les sigles E et NE indique le résultat de l'étape (Eliminatoire ou Non-Eliminatoire).

## Le parcours
| Étapes | Pays   | Parcours                                                                     | Duel Final     | Kilomètres |
| ------ | ------ | ---------------------------------------------------------------------------- | -------------- | ---------- |
| 1      | Russie | Moscou - Pereslavl - Iaroslavl                                               | Iaroslavl      |            |
| 2      | Russie | Iaroslavl - Mourom - Panfilovo - Nijni Novgorod                              | Nijni Novgorod |            |
| 3      | Russie | Nijni Novgorod - Iaransk - Kazan                                             | Kazan          |            |
| 4      | Chine  | Désert de Tengger - Ligue d'Alxa - Jirigalangtuzhen - Désert Kubuqi - Baotou | Baotou         |            |
| 5      | Chine  | Baotou - Meidaizhao - Hohhot - Chahar - Zhuozi - Zhangjiakou - Jimingyi      | -              |            |
| 6      | Chine  | Jimingyi - Grande Muraille - Pékin - Pinggu - Pékin                          | -              |            |

### 5eépisode: cinquième étape (demi-finale),550kmenChine, deBaotouà Jimingyixiang
Cet épisode devait initialement être diffusé le 24 mars 2020. Cependant, M6 a décidé de le déprogrammer pour diffuser à la place une soirée hommage à Albert Uderzo, dessinateur d'Astérix, décédé le 24 mars 2020. De fait, la diffusion de Pékin Express est décalée d'une semaine et cet épisode est diffusé pour la première fois le 31 mars 2020. Cette déprogrammation au pied levé a déplu à bon nombre de fans, qui l'ont fait savoir sur les réseaux sociaux notamment.
Pour cet épisode, le principe est simple : les binômes s'affrontent durant trois courses. Celui qui arrive en premier remporte une extra-amulette en or de 20 000 €. Celui qui arrive dernier tire au sort une enveloppe noire, et l'une d'elles est « Éliminatoire ». Le binôme l'ayant est alors éliminé.

#### 11ejourde course: première course deBaotouàHohhot, la deuxième inachevée (depuisHohhot)

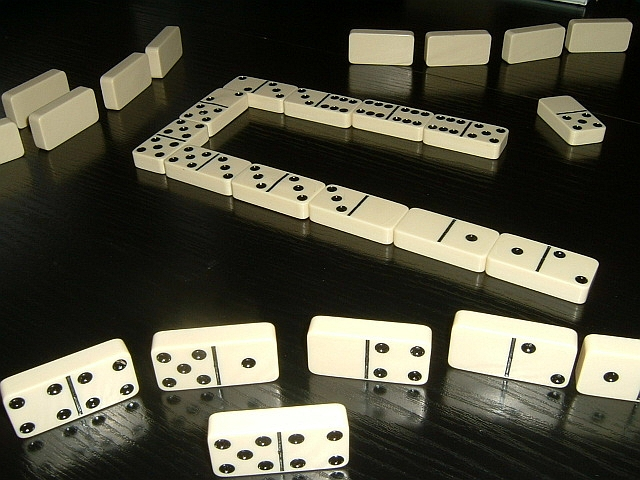
Ce sont 300 dominos, que les candidats doivent aligner pour connaître le lieu d'arrivée de la première course.

Pour la première course, les binômes doivent se rendre au temple de Maitreya (Meidaizhao), à 98 km de là. Pauline et Aurélie partent en premier, suivies de Julie et Denis et de Thomas et Mathieu. Tous arrivent rapidement et découvrent la première mission : aligner 300 dominos. Dans un premier temps, ils doivent trouver leur sac de dominos, caché quelque part dans l'enceinte du temple. Pour ce faire, un membre du binôme guide l'autre avec la carte sous les yeux, et à l'aide d'un talkie-walkie. Il est décidé que Pauline guide Aurélie. Elles trouvent rapidement leur sac noir de dominos et peuvent commencer la mission. Du côté des corses, c'est Denis qui guide Julie. Après avoir eu du mal au début, ils trouvent leur sac bleu de dominos. Enfin, Thomas guide Mathieu. Après quelques déambulations, Mathieu est au bon endroit, mais il perd du temps, car il cherche le sac rouge de dominos à l'intérieur du petit temple, alors qu'il est à l'extérieur. Il parvient finalement à s'en emparer et tous peuvent commencer la mission. Les sœurs lilloises sont concentrées et arrivent petit à petit à compléter le parcours, mais elles font tout tomber. Même sort pour les deux autres binômes. Finalement, ce sont Julie et Denis qui arrivent en premier à réaliser cette mission. Cela leur sert de revanche sur la finale de la neuvième saison à laquelle ils ont participé, puisqu'ils avaient eu ce défi à réaliser et avaient perdu beaucoup d'argent, car ne parvenaient pas à aligner tous les dominos. Ils sont suivis de Pauline et Aurélie, et de Thomas et Mathieu, qui y arrivent à leur tour. Les binômes apprennent donc que Stéphane Rotenberg les attend au Qingcheng Park, à Hohhot, à environ 100 km de là. Tous repartent dans le même ordre, et roulent en direction de l'arrivée. Il y a plusieurs entrées possibles dans ce parc, et Pauline et Aurélie prennent la bonne, qui les emmène juste devant le drapeau. De leur côté, Julie et Denis et Thomas et Mathieu dont déposés à l'opposé du drapeau. Finalement, tous arrivent, et une fois réunis, Stéphane annonce que ce sont les sœurs lilloises qui l'emportent. Elles gagnent ainsi une extra-amulette de 20 000 €. Il annonce aussi que ce sont les frères bûcherons qui terminent derniers. Ils tirent donc l'une des trois enveloppes noires.
Pour la deuxième course de la journée, les candidats doivent se rendre à la Yellow Valley, à 115 km de là. Ce sont Pauline et Aurélie qui trouvent un véhicule en premier, suivies de Thomas et Mathieu et Julie et Denis. La mission se déroule donc dans les steppes mongoles, et les candidats ont pour but de trouver le poids d'un lutteur tiré au sort (la lutte mongole étant typique) à 2 kg près. Pour pouvoir faire une proposition, ils doivent tirer à l'arc, et mettre la flèche dans la zone centrale. Thomas et Mathieu sont les premiers à arriver. Ils commencent par proposer 88 kg, qui n'est pas le bon poids, puis enchaînent les essais jusqu'à finalement trouver 100 kg, qui est le poids exact du lutteur. Ils repartent donc en premier, sans avoir croisé personne. Pauline et Aurélie arrivent en suivant, puis Julie et Denis. Les bûcherons en profitent pour repartir avec la voiture qu'avaient emprunté les corses. Les deux binômes devant réaliser la mission commencent. Ils enchaînent les essais infructueux, alors que la nuit tombe. Julie et Denis sont forts au tir à l'arc, ce qui leur permet de faire beaucoup de propositions de poids, mais ils se trompent souvent. Alors que Pauline et Aurélie, galèrent au tir à l'arc, ce qui ne leur permet pas de faire des propositions. Finalement, elles parviennent à mettre une flèche dans le mille, et trouvent le bon poids du premier coup (115 kg). Julie et Denis annoncent eux aussi 115 kg, 10 min plus tard, ce qui leur permet de repartir de cette mission (le lutteur pesait 117 kg). À 18 h, la balise sonne la fin de la course pour ce jour, et personne n'a réussi à atteindre l'arrivée. Tous les binômes sont rapatriés dans la ville la plus proche, car ils se trouvaient dans un endroit reculé. Cependant, ils entament leur recherche d'habitation durant la nuit, ce qui complique la tâche. Finalement, tous trouvent un toit pour la nuit.

#### 12ejourde course: la deuxième course reprend (jusqu'àZhuozi), la dernière, deZhuozià Jimingyixiang
Le lendemain, tous les binômes sont déposés à l'endroit où ils se sont arrêtés la veille. À 8 h, la balise sonne le redémarrage de la course. Thomas et Mathieu trouvent directement un véhicule. Pauline et Aurélie et Julie et Denis repartent dans cet ordre. Les binômes doivent se rendre à Zhuozi. Finalement, ce sont les frères bûcherons qui arrivent en premier. Ils remportent une extra-amulette de 20 000 €. Pauline et Aurélie sont dernières, elles tirent l'une des deux enveloppes noires.

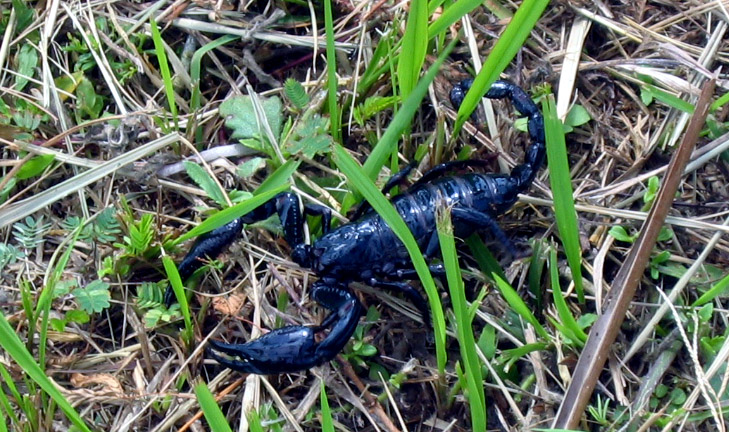
Un scorpion grillé fait partie de la roulette culinaire de la mission de cette troisième course.

Pour la troisième et dernière course, les candidats doivent se rendre au marché de fruits et légumes de Zhangjiakou, à 230 km de là. Ce sont dans l'ordre Julie et Denis, Thomas et Mathieu et Pauline et Aurélie qui prennent un véhicule. Pour cette troisième mission, les candidats sont confrontés à la roulette culinaire. Stéphane leur pose à tour de rôle des questions de culture générale sur la Chine. S'ils répondent mal, ils doivent tourner la roue et manger la spécialité associée. Il faut cumuler trois bonnes réponses pour repartir. Julie et Denis arrivent en premier, et ils répondent bien aux deux premières questions. Arrivent ensuite Thomas et Mathieu, qui répondent mal. Ils doivent alors manger un scarabée grillé. Ensuite, Julie et Denis répondent bien, ce qui leur permet de repartir sans rien n'avoir eu à manger. Pauline et Aurélie arrivent, pendant que Thomas et Mathieu répondent bien pour leur deuxième question. Les sœurs répondent mal à la première question, ce qui les oblige à manger du pénis de mouton. Thomas et Mathieu répondent bien à leur troisième question, ils accumulent ainsi deux points. Pauline et Aurélie répondent bien aussi. Les bûcherons répondent mal, et doivent aussi manger le pénis de mouton. Les sœurs répondent mal à leur tour, et doivent manger le scarabée grillé. Les bûcherons répondent bien, ce qui leur permet de repartir. Au passage, ils mangent le scorpion grillé, avant de trouver rapidement un véhicule. Pauline et Aurélie se retrouvent alors seules, et se trompent encore une fois. Elles doivent manger l'œil de mouton. Ensuite, elles répondent bien par deux fois, ce qui leur permet de repartir 10 min après les frères. Tous les candidats roulent alors en direction de Jimingyixiang. Julie et Denis arrivent en premier, récoltant ainsi l'extra-amulette de 20 000 €. La nuit tombe, et les deux binômes restant sont au coude à coude. Finalement, ce sont Thomas et Mathieu qui arrivent en dernier. Ils prennent la dernière enveloppe noire.
Stéphane réunit tout le monde pour le verdict d'ouverture des enveloppes. Elle se fait dans l'ordre de récolte. Thomas et Mathieu commencent par leur première enveloppe noire, elle est « Non éliminatoire ». Pauline et Aurélie ouvrent la leur, qui est aussi « Non éliminatoire ». Par conséquent, ce sont Thomas et Mathieu, qui, de par leur dernière enveloppe « Éliminatoire », sont définitivement éliminés. Avant de partir, ils doivent choisir à qui remettre leurs 30 000 € amassés. Ils effectuent un triage au sort, qui désigne Pauline et Aurélie. Leur cagnotte s'élève ainsi à 70 000 €, contre 30 000 € pour Julie et Denis,,,.

### 6eépisode: sixième étape (finale),360kmenChine, de Jimingyixiang àPékin
Cet épisode devait initialement être diffusé le 7 avril 2020 (soit deux semaines après la demi-finale) en raison de la diffusion du match préparatoire à l'Euro de football, opposant la France à la Finlande, le 31 mars 2020. Cependant, à cause de la crise sanitaire touchant le pays, la décision avait été prise d'annuler le match, et de fait, M6, décidait d'avancer la finale d'une semaine en la diffusant le 31 mars 2020. Mais, à la suite du décalage d'une semaine de la demi-finale, la finale sera finalement diffusée pour la première fois le 7 avril 2020 (soit la date initialement prévue).
Le principe de cette finale est le même que pour les saisons précédentes : time is money. Les candidats s'affrontent au cours de quatre sprints. Les trois premiers leur permettent de rééquilibrer (ou non) leur cagnotte. Le binôme qui arrive en première position déclenche un chronomètre qui fait perdre 10 € par seconde à l'équipe adverse. Le quatrième leur permet la victoire.

#### 13ejourde course

##### 1ersprintintermédiaire: mission sur la Grande Muraille de Chine, un écart de cagnotte inédit

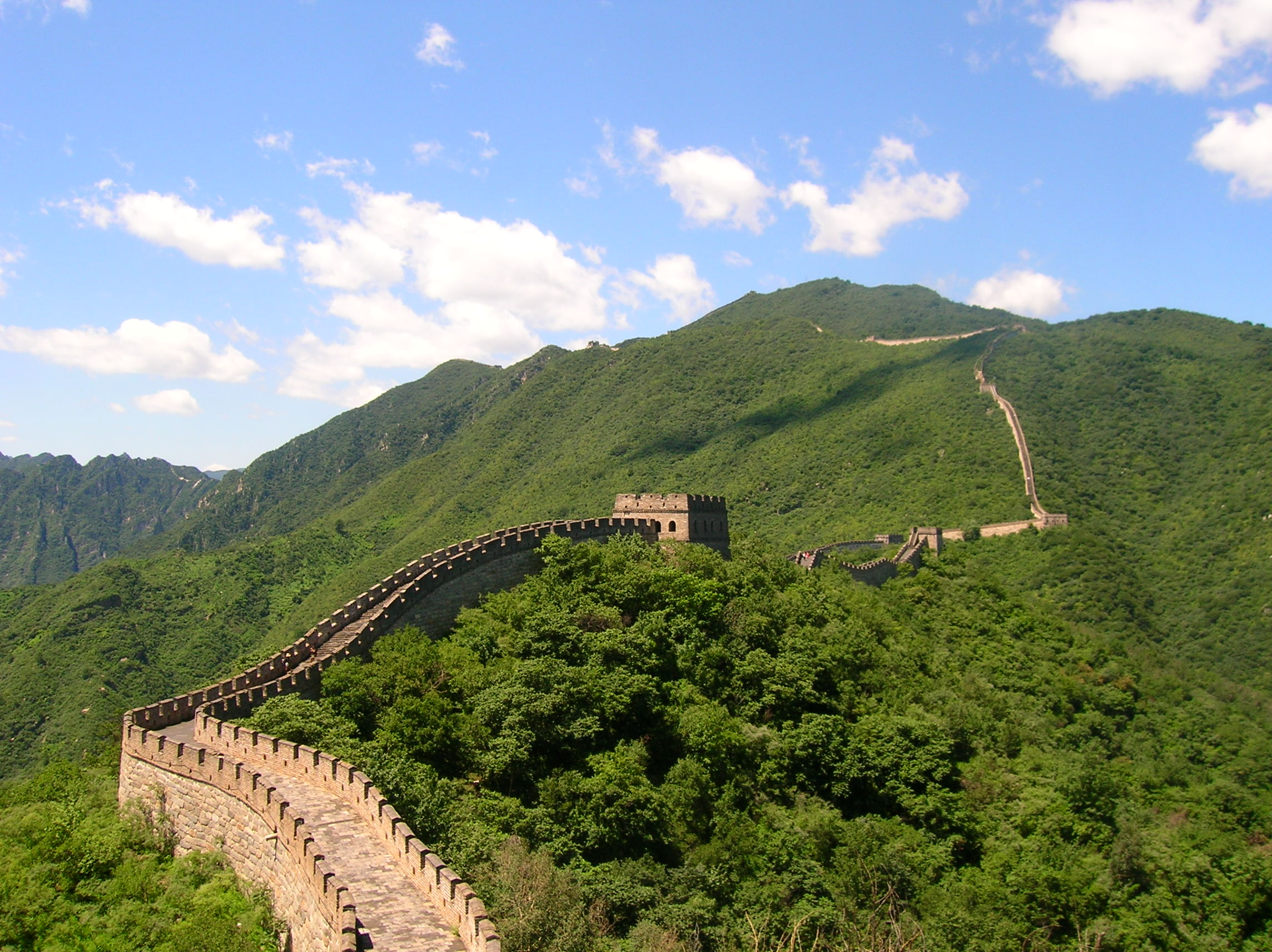
La Grande Muraille accueille la première mission de cette finale.

Les candidats partent de Jimingyixiang et doivent rallier la Grande Muraille de Chine à 130 km de là. Pauline et Aurélie partent en premier, suivies de Julie et Denis. Les deux binômes arrivent sur le lieu de leur première mission dans le même ordre. Ils trouvent une muraille miniature et l'objectif est de faire rentrer une bille dans un trou, avec pour seule aide leur souffle à travers une paille. Après 17 tentatives, ce sont les corses qui repartent en premier, direction Houhai, dans Pékin, à 70 km de là, où Stéphane Rotenberg les attend devant la porte de la fleur de lotus. Ils prennent rapidement un véhicule. De leur côté, les sœurs peinent à réaliser cette mission, et ce n'est qu'au bout de 82 essais qu'elle peuvent repartir. Julie et Denis arrivent en premier et déclenchent le chronomètre. Les sœurs mettent près de 3 h (2 h 56 exactement) pour rejoindre Stéphane. Par conséquent, elles perdent l'intégralité de leur cagnotte, et à l'issue de ce premier sprint, les corses cumulent 100 000 € de gains potentiels, contre 0 € pour les sœurs. C'est la première fois dans l'histoire du jeu qu'un écart aussi important est constaté dès le premier sprint intermédiaire.

##### 2esprintintermédiaire: les binômes, chefs et commerçants d'un jour

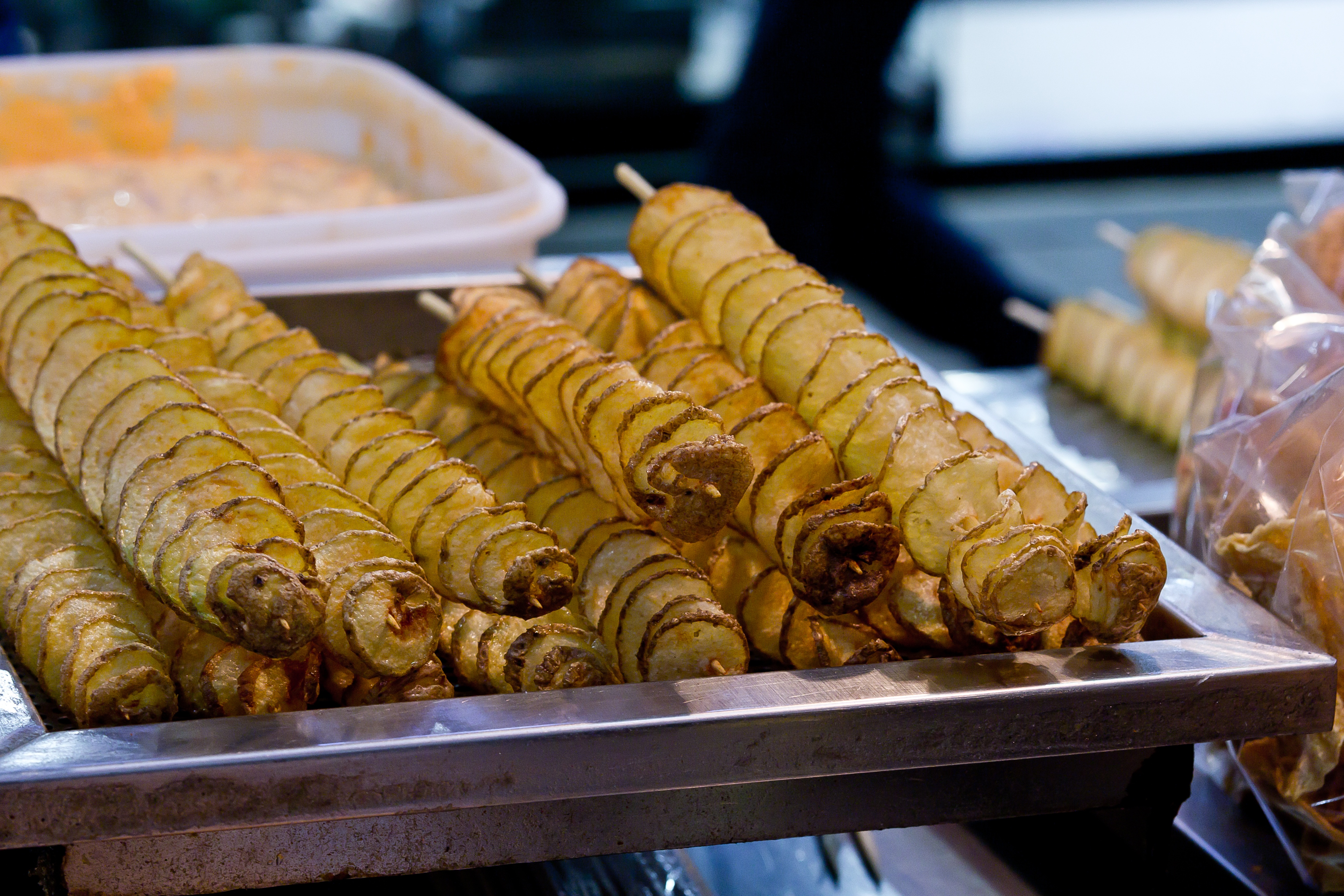
Les candidats doivent réaliser et vendre des tornado potatoes (serpentins de pomme de terre).

Pour ce sprint, les binômes se retrouvent à Pékin, et doivent se rendre dans la rue Dashilan à 8 km de là. L'un au 88 de la rue, l'autre au 72. Les sœurs lilloises partent en premier, suivies de près par le duo corse. Ils arrivent dans le même ordre sur le lieu de leur mission. Ils doivent confectionner des serpentins de pomme de terre et récolter 100 yuan en les vendant. Un cuisinier leur montre la technique, et c'est ensuite aux candidats de reproduire les gestes. Ils doivent aussi confectionner la chapelure, à l'aide d'une recette fournie. Le prix est libre, mais il faut être le premier à récolter 100 ¥ (environ 13 €). Ce sont Julie et Denis qui repartent en premier, direction le Chinese Ethnic Culture Park (Parc de la culture ethnique) à 18 km de là. Mais la police arrête le chauffeur qui les a pris en stop, avant de finalement le laisser repartir. Après quelques galères, Pauline et Aurélie parviennent aussi à terminer leur mission et repartir. C'est encore une fois Julie et Denis qui arrivent en premier, avec 4 min 20 s d'avance sur Pauline et Aurélie. Les compteurs restent donc figés, à 100 000 € de gains potentiels pour les corses, contre 0 € pour les sœurs.
Exceptionnellement, les candidats n'ont pas à chercher d'habitation pour la nuit, ils sont accueillis par des locaux. Ils mangent et se reposent, tandis que des images de la saison sont diffusées à l'antenne.

#### 14ejourde course

##### 3esprintintermédiaire: une mission en hauteur avec une énigme à résoudre

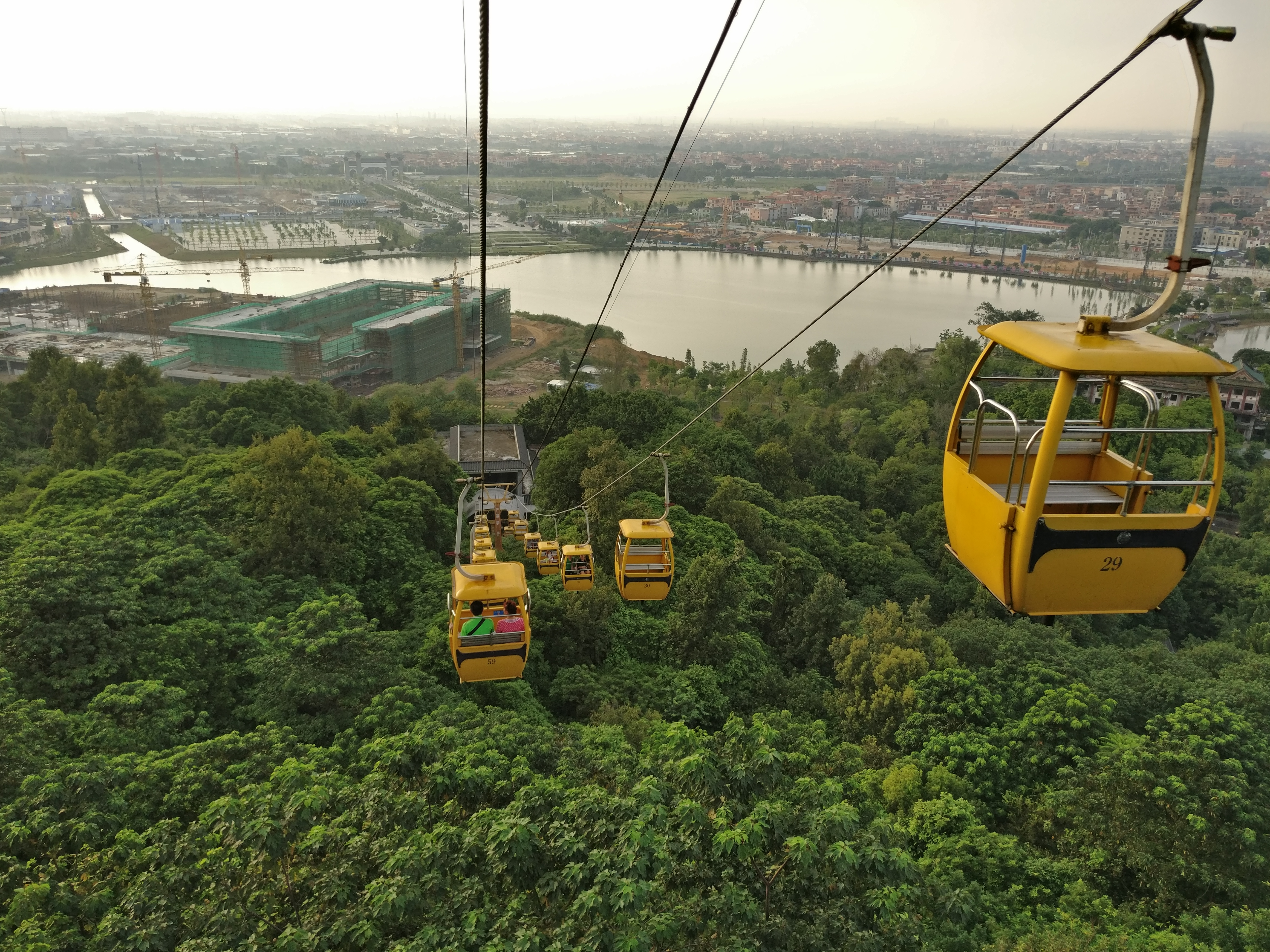
C'est par une télécabine que les candidats peuvent atteindre la plateforme vitrée, située 400 m au-dessus.

Pour ce dernier sprint intermédiaire, les candidats doivent se rendre à Pinggu, à 75 km de là. Ce sont Julie et Denis qui partent en premier, suivis de Pauline et Aurélie. Ils arrivent sur le lieu de leur mission dans le même ordre. Ils commencent par prendre une télécabine, pour atteindre une plateforme suspendue au-dessus du vide à 400 m de haut, dont le sol est vitré. Les candidats doivent d'abord lire des numéros inscrits dans des petits autocollants, représentant le logo de Pékin Express, collés sur ce sol vitré, et donc, regarder dans le vide. Pour pouvoir ensuite résoudre une énigme. Pauline et Aurélie peinent à arriver, tandis que Julie et Denis (malgré la phobie du vide de Denis qui complique cette mission), parviennent à trouvent les six nombres disséminés sur cette passerelle : 89, 106, 113, 118 et 128. Lorsqu'ils ont fini de tous les noter sur leur tableau, Pauline et Aurélie arrivent pour commencer la mission. Le couple corse peine à trouver la solution de cette énigme, pour laquelle il faut donner la suite de cette suite logique. Finalement, ils trouvent la bonne réponse (139) et repartent en direction de Houhai à 75 km de là. Pauline et Aurélie terminent rapidement la mission et repartent en suivant. Finalement, les sœurs galèrent pour trouver un véhicule et Julie et Denis arrivent en premier. Étant donné qu'elles cumulent près de 3 h de retard par rapport au corses, la production décide de les rapatrier sur le lieu d'arrivée, car le sprint final doit obligatoirement être tourné le soir même. Les cagnottes sont donc figées au même point qu'après le premier sprint intermédiaire, c'est-à-dire 100 000 € de gains potentiels pour Julie et Denis, contre 0 € pour Pauline et Aurélie.

##### Sprint final: des questions sur l'aventure passée, retournements de situation

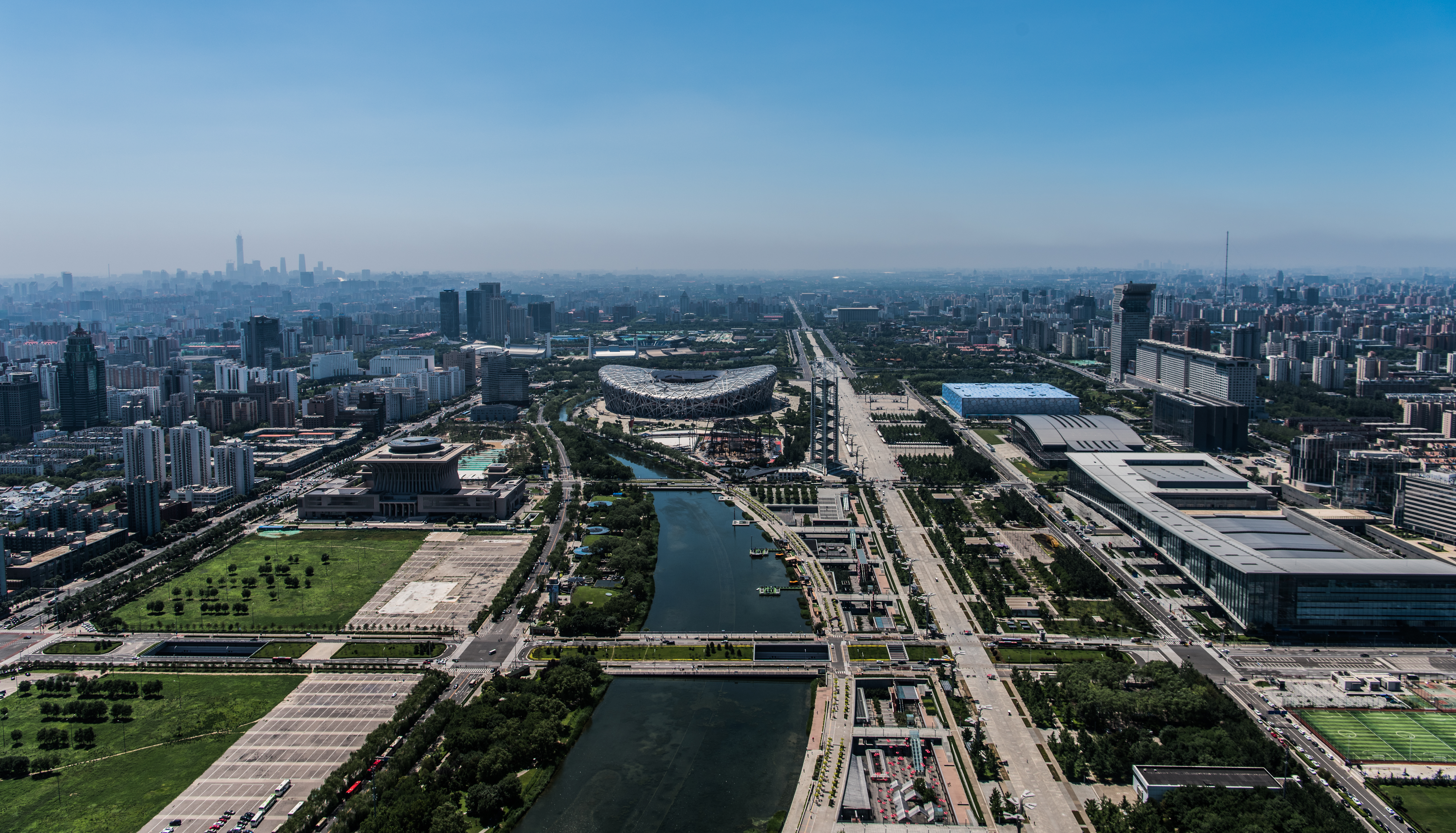
C'est à l'Olympic Green de Pékin, que Stéphane Rotenberg attend les candidats pour l'arrivée finale.

Pour ce sprint final, les candidats ont trois points de passage à rallier au sein de Pékin. À chacun d'eux, une question sur l'aventure passée leur est posée par un ancien candidat. S'ils répondent bien, ils peuvent repartir, si non, ils sont bloqués pour 3 min. Pour le premier point, les candidats doivent parcourir 10 km jusqu'à The Place. Pauline et Aurélie partent en premier, suivies de Julie et Denis, partis 10 min plus tard. Les sœurs arrivent en premier, et la question suivante est posée par Jessica de la saison 5 : « Quel était le nom de temple de l'épreuve des dominos, lors de la demi finale ? ». La réponse attendue est le temple de Meidaizhao. Elles n'ont pas la réponse et sont arrêtées pour 3 min.

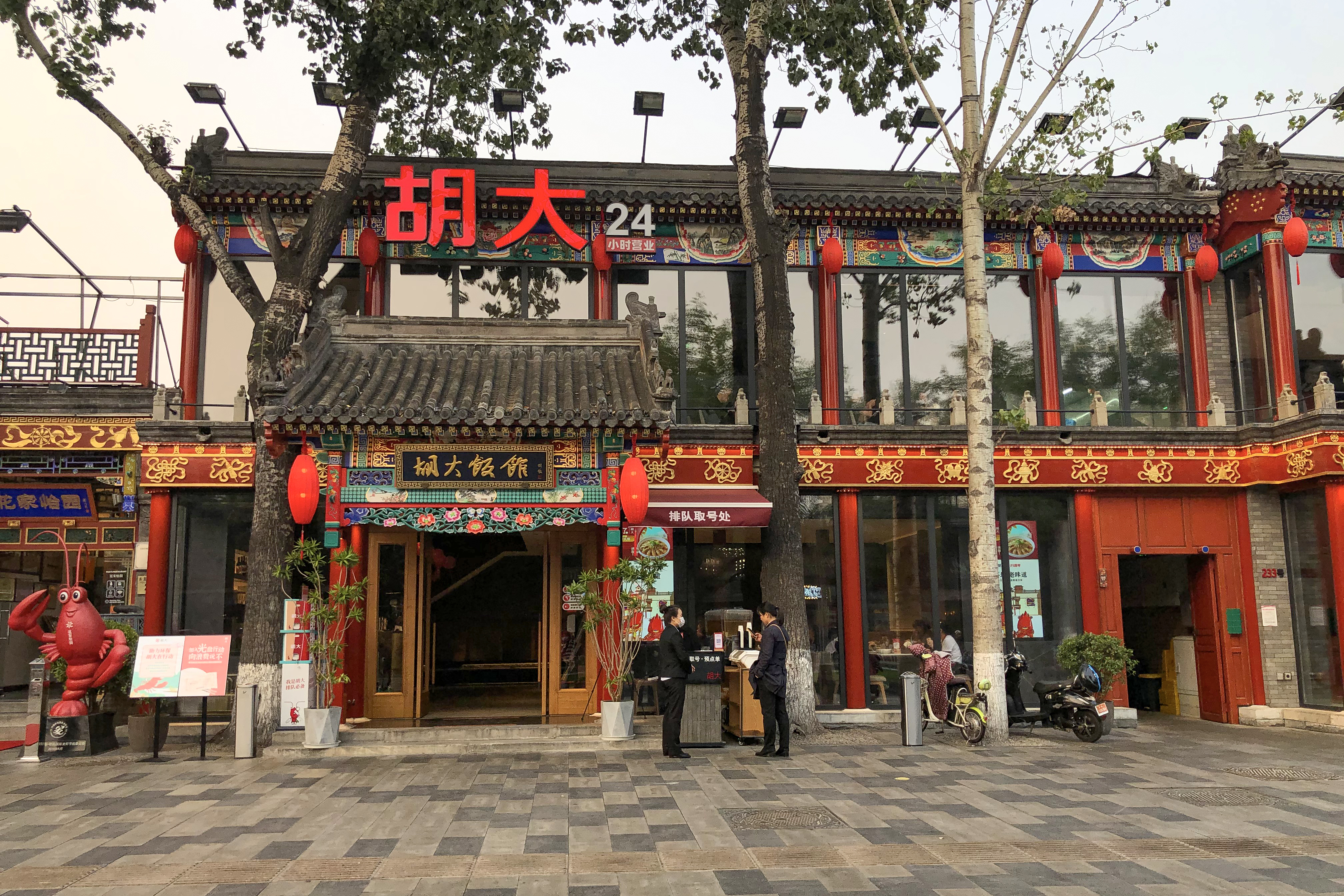
Le restaurant 胡大 (pinyin : Húdà), deuxième point de passage du sprint final.

Cependant, elles repartent avant que les Corses ne soient passés, et prennent la direction du restaurant Huda. Les Corses arrivent à leur tour au premier point de passage et Julie prononce mal la réponse. Ils sont donc eux aussi pénalisés de 3 min. Pendant ce temps-là, Pauline et Aurélie arrivent au deuxième point de passage, où Laëtitia de la saison 12 leur pose la question suivante : « Quel fleuve, le panneau voiture interdite vous a-t-il fait traverser lors de l'étape 3 ? ». La réponse est la Volga. Les sœurs donnent la bonne réponse et repartent en direction du dernier point de passage : la tour du tambour. Pendant ce temps-là, Julie et Denis arrivent à leur tour et donnent une bonne réponse ; ils repartent eux aussi. C'est Jean-Pierre, de la saison 7, qui pose la dernière question : « Comment s'appelait le désert, dans lequel vous avez fait un trek à dos de chameau lors de la 4e étape ? ». La réponse est le désert de Tengger. Les deux binômes se trompent et écopent d'un pénalité de 3 min. Les sœurs repartent en premier, en direction du lieu d'arrivée : l'Olympic Park de Pékin (en entrant par la 6e porte). Là, les binômes doivent récupérer des flambeaux factices et parcourir 2 km à pied, avant d'atteindre le cercle d'arrivée. Les corses repartent en suivant, tandis que Pauline et Aurélie arrivent sur le lieu d'arrivée, mais se trompent de porte. Finalement, ce sont Julie et Denis qui arrivent en premier. Ils rempotent l'intégralité de leur cagnotte, soit 100 000 €, le gain maximal mis en jeu,.

## Itinéraire bis
Juste après chaque épisode, une suite est diffusée.

### Principe
Laëtitia et Aurélie, gagnantes de la saison précédente, prennent un itinéraire bis à celui des candidats. Elles permettent ainsi au téléspectateur de découvrir le parcours de la course d'une façon différente. À chaque étape, elles ont des missions chronométrées à réaliser. Si elles réussissent dans le temps imparti, elles gagnent de l'argent, leur permettant ainsi de se payer un hôtel, des repas et des déplacements ; mais si en revanche, elles échouent, elles perdent de l'argent, et doivent notamment faire de l’auto-stop ou encore dormir chez l'habitant. À la fin de chaque étape, Stéphane leur pose une question sur l'étape passée. Si elles répondent mal, elles ont une pénalité. Entre chaque mission, des images non-diffusées lors de l'épisode sont diffusées ; un retour sur les éliminés de la semaine est proposé et enfin, une parodie de l'épisode intitulée péquin moyen est diffusée.

## Audiences et diffusion

### Pékin Express: Retour sur la route mythique
En France, l'émission est diffusée les mardis, du 25 février 2020 au 7 avril 2020. Un épisode dure environ 2 h 10 (publicités incluses), soit une diffusion de 21 h 5 à 23 h 15.
| Épisode            | Jour et horaire de diffusion          | Nombre de téléspectateurs | Part de marché (sur les 4 ans et plus) | Classement des audiences | Référence |
| ------------------ | ------------------------------------- | ------------------------- | -------------------------------------- | ------------------------ | --------- |
| 1                  | Mardi 25 février 2020 (21:05 - 23:15) | 2 545 000                 | 12,2 %                                 | 2e                       | [ 35 ]    |
| 2                  | Mardi 3 mars 2020 (21:05 - 23:15)     | 2 172 000                 | 10,8 %                                 | 4e                       | [ 36 ]    |
| 3                  | Mardi 10 mars 2020 (21:05 - 23:15)    | 2 298 000                 | 11,8 %                                 | 3e                       | [ 37 ]    |
| 4                  | Mardi 17 mars 2020 (21:05 - 23:15)    | 2 924 000                 | 12,4 %                                 | 3e                       | [ 38 ]    |
| 5                  | Mardi 31 mars 2020 (21:05 - 23:15)    | 3 227 000                 | 12,9 %                                 | 3e                       | [ 39 ]    |
| 6 (finale)         | Mardi 7 avril 2020 (21:05 - 23:15)    | 3 406 000                 | 13,7 %                                 | 2e                       | [ 40 ]    |
|                    |                                       |                           |                                        |                          |           |
| Bilan de la saison | Bilan de la saison                    | 2 762 000                 | 12,3 %                                 | –                        | [ n° 5 ]  |

### Pékin Express: Itinéraire bis
En France, une suite est diffusée juste après un épisode de Pékin Express. Un épisode dure environ 1 h 5 (publicités incluses), soit une diffusion de 23 h 15 à 0 h 20.
| Épisode | Jour et horaire de diffusion          | Nombre de téléspectateurs | Part de marché (sur les 4 ans et plus) | Référence  |
| ------- | ------------------------------------- | ------------------------- | -------------------------------------- | ---------- |
| 1       | Mardi 25 février 2020 (23:15 - 00:20) | 961 000                   | 10,8 %                                 | [ 41 ]     |
| 2       | Mardi 3 mars 2020 (23:15 - 00:20)     | 682 000                   | 8,5 %                                  | [ 42 ]     |
| 3       | Mardi 10 mars 2020 (23:15 - 00:20)    | Non connu.                | Non connu.                             | Non connu. |
| 4       | Mardi 17 mars 2020 (23:15 - 00:20)    | Non connu.                | Non connu.                             | Non connu. |
| 5       | Mardi 31 mars 2020 (23:15 - 00:20)    | Non connu.                | Non connu.                             | Non connu. |
| 6       | Mardi 7 avril 2020 (23:15 - 00:20)    | Non connu.                | Non connu.                             | Non connu. |

Légende :
- plus hauts scores d'audiences
- plus bas scores d'audiences